# Anacleto Cazzaniga
Anacleto Cazzaniga (Abbiategrasso, 1º luglio 1901 – Gorgonzola, 16 gennaio 1996) è stato un arcivescovo cattolico italiano.

## Biografia
Nato ad Abbiategrasso, in provincia di Milano, venne ordinato sacerdote nel 1926 per mano del cardinale Eugenio Tosi, arcivescovo di Milano.
Fu nominato prevosto della chiesa prepositurale dei Santi Gervaso e Protaso in Gorgonzola, provincia di Milano, e vicario foraneo.

### Ministero episcopale
Il 19 marzo 1953 venne ordinato arcivescovo metropolita di Urbino dal cardinale Alfredo Ildefonso Schuster, arcivescovo di Milano, assistito da Domenico Bernareggi, vescovo titolare di Famagosta e da Egidio Bignamini, arcivescovo di Ancona e Numana.
A partire dal 1965 fu anche amministratore apostolico di Urbania e Sant'Angelo in Vado.
Si ritirò da tali cariche il 23 maggio 1977.
Morì a Gorgonzola nel 1996 all'età di 94 anni e mezzo per cause naturali dovute all'età avanzata.

## Genealogia episcopale
La genealogia episcopale è:
- Cardinale Scipione Rebiba
- Cardinale Giulio Antonio Santori
- Cardinale Girolamo Bernerio, O.P.
- Vescovo Claudio Rangoni
- Arcivescovo Wawrzyniec Gembicki
- Arcivescovo Jan Wężyk
- Vescovo Piotr Gembicki
- Vescovo Jan Gembicki
- Vescovo Bonawentura Madaliński
- Vescovo Jan Małachowski
- Arcivescovo Stanisław Szembek
- Vescovo Felicjan Konstanty Szaniawski
- Vescovo Andrzej Stanisław Załuski
- Arcivescovo Adam Ignacy Komorowski
- Arcivescovo Władysław Aleksander Łubieński
- Vescovo Andrzej Stanisław Młodziejowski
- Arcivescovo Kasper Kazimierz Cieciszowski
- Vescovo Franciszek Borgiasz Mackiewicz
- Vescovo Michał Piwnicki
- Arcivescovo Ignacy Ludwik Pawłowski
- Arcivescovo Kazimierz Roch Dmochowski
- Arcivescovo Wacław Żyliński
- Vescovo Aleksander Kazimierz Bereśniewicz
- Arcivescovo Szymon Marcin Kozłowski
- Vescovo Mečislovas Leonardas Paliulionis
- Arcivescovo Bolesław Hieronim Kłopotowski
- Arcivescovo Jerzy Józef Elizeusz Szembek
- Vescovo Stanisław Kazimierz Zdzitowiecki
- Cardinale Aleksander Kakowski
- Papa Pio XI
- Cardinale Alfredo Ildefonso Schuster, O.S.B.
- Arcivescovo Anacleto Cazzaniga